# Ebtisam Abdulaziz
Ebtisam Abdulaziz es una artista, curadora de arte, y escritora contemporánea emiratí. Nació y se crio en Sharjah. Trabaja con geometría y matemática para agregar aspectos de pertenencia e identidad a través de instalaciones, arte de performance y otros medios.

## Exposiciones
- 2014 NYU Abu Dhabi Galería de Arte, Abu Dhabi, UAE
- 2014 Vista De Interior - Fotofest
- 2014 32.os Emiratos Sociedad de Bellas artes Exposición Anual, UAE
- 2013 Autobiografía, La Tercera Línea, Dubái, UAE
- 2013 Biennale, Houston, EE. UU.
- 2013 Emirati Expresiones, Manarat Al Saadiyat, Abu Dhabi, UAE.[5]
- 2013 El Principio de Pensar es Geométrico, Maraya Centro de arte, Sharjah, UAE
- 2013 Tres Generaciones, Sotheby es, Reino Unido de Londres.[6]
- 2012 árabe Expresa, El Mori Museo de Arte, Tokio, Japón
- 2012 25 años de Creatividad árabe, L'institut du Monde Arabe, París, Francia
- 2012 Inventando El Mundo: Los Artistas como Ciudadano, Benín Bienal, Kora Centro, Benín
- 2009 UAE Pabellones en 53.º Venice Biennale
- 2007 Ebtisam Abdulaziz, Sharjah Museo de Arte Contemporáneo, Sharjah, UAE[7]
- 2005 Sharjah Bienal, UAE

## Colecciones
Su obra está albergada en varias colecciones públicas y privadas que incluyen:
- Farook Colección
- Ministerio de cultura, UAE
- Juventud y Desarrollo Comunitario, UAE
- Renault Colección, Francia
- Deutsche Banco AG, Alemania